# Krzysztof Michalski (piłkarz)
Krzysztof Michalski (ur. 19 maja 1978 w Gostyniu) – polski piłkarz występujący na pozycji obrońcy. Obecnie gra w Alfa Gostyń.

## Kariera
Michalski jest wychowankiem Kani Gostyń, w której grał do roku 1997. Później przeszedł do sąsiada zza miedzy, obecnego klubu satelickiego Dyskobolii Obry Kościan, gdzie w III lidze, spędził kilka sezonów (do jesieni 2000). Rok 2001 rozpoczął już jako zawodnik drugoligowy, został kupiony przez Lecha Poznań. Wraz z zespołem awansował on do Ekstraklasy, gdzie swój debiut zaliczył w sezonie 2002/2003, 2 sierpnia 2002 roku, w meczu przeciwko KSZO Ostrowiec. W tym samym sezonie strzelił dwie bramki: Widzewowi Łódź i Szczakowiance Jaworzno. Po rundzie jesiennej i zmianach w drużynie z Poznania, stracił miejsce w podstawowej jedenastce i grywał w rezerwach. W 2003 r. został zaangażowany do budowania nowej Pogoni Szczecin przez Antoniego Ptaka. Z nowym klubem awansował w 2004 r. do ekstraklasy. Podczas przerwy zimowej 2005/2006 rozstał się z klubem ze Szczecina po tym jak Antoni Ptak postanowił stworzyć drużynę w większości składającą się z Brazylijczyków, pozbywając się jednocześnie polskich zawodników. W grudniu 2005 Michalski przeszedł do drugoligowego Zawiszy Bydgoszcz (2), z którym rozpoczął walkę o awans do Orange Ekstraklasy. Wskutek wycofania drużyny z rozgrywek drugoligowych, zdecydował się odejść do Polonii Warszawa. Następnie przeniósł się na zachód do Gorzowa Wielkopolskiego, gdzie występował w Stilonie. Występował na prawej obronie pod okiem Grzegorza Kowalskiego, następnie Czesława Jakołcewicza, ale już pod okiem Mieczysława Broniszewskiego pożegnał się z klubem. Przeniósł się do Korony Piaski, gdzie jest obecnie grającym trenerem. Od sezonu 2013/14 trener UKS Kanii Polcopper Gostyń do marca 2015 roku. Potem trener KS Piast Kobylin. Obecnie trener młodzieży w MKS Kania Gostyń.